# Scarabaeus kochi
Scarabaeus kochi är en skalbaggsart som beskrevs av Ferreira 1952. Scarabaeus kochi ingår i släktet Scarabaeus och familjen bladhorningar. Inga underarter finns listade i Catalogue of Life.